# Yitzhak Isaac Levy
Yitzhak Isaac Levy en hebreo: יצחק לוי  (Manisa (Imperio otomano), 15 de mayo de 1919;   Jerusalén, 21 de julio de 1977 ) fue un musicólogo israelí de música sefardí y un compositor en lengua judeoespañola. Además, trabajó como director de radio y autor en temas musicológicos.

## Biografía
Isaac Levy nació en Manisa, cerca de Izmir en una  familia sefardí y llegó a la edad de tres años, con sus padres al entonces Mandato británico de Palestina. 
Estudió en Jerusalén en el Conservatorio de Música de Jerusalén, ahora la Academia de Música y Danza de Jerusalén (hebreo האקדמיה למוסיקה ולמחול בירושלים), y en Tel Aviv en la Samuel Rubin Israel Academy of Music, una escuela de música de Israel. Allí desarrolló su voz de barítono. Isaac Levy compuso música para versos de la Biblia y para himnos escribió por poetas de la Edad de oro de la cultura judía en España, como Yehudah Halevi, Ibn Gabirol, Ibn Ezra y otros.
En 1954 fundó a la radio pública israelí Kol Yisrael una serie de emisiones en ladino. Con Kohava Levy (nacida en 1946) Isaac Levy tuvo una hija, Yasmin Levy. quien continúa su tradición musical. Kohava Levy es también una cantante de canciones sefardíes y es una intérprete versada de la música sefardí. Al principio de 1963 Isaac Levy fue nombrado director de la sección de música étnica de Kol Yisrael (‘La Voz de Israel’), la radio pública israelí. 

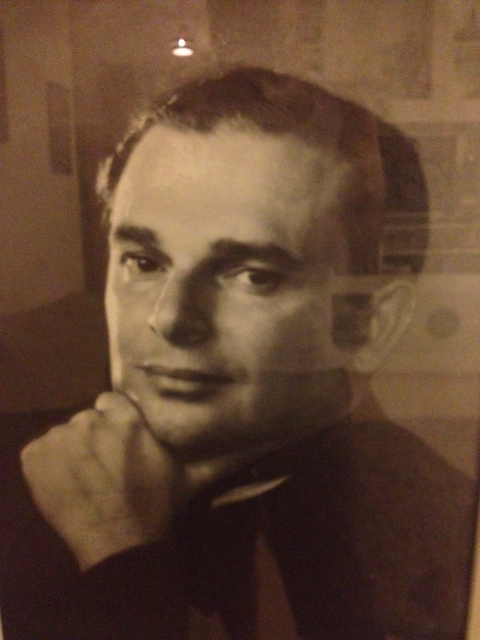
Yitzhak Isaac Levy

## Bibliografá
- Yitzhak Levy Cante Judeo-Español. Association Vidas Largas, París 1980
- Chants judéo-espagnols. vol. I, Londres, World Sephardi Federation, [1959]; vols. II, Jerusalén, el autor, 1970; vol. III, Jerusalén, el autor, 1971; vol. IV, Jerusalén, el autor, 1973. Ver
- Antología de Liturgia Judeo-Española. vols. I-VIII, Jerusalén, el autor-Ministerio de Educación y Cultura, s.a.; vol. IX, id., 1977; vol. X, redactado por Moshé Giora Elimelekh, Jerusalén, Instituto de Estudios del Cante Judeo-Español, 1980[4]